# Peltigerals
Els peltigerals (Peltigerales) és un ordre de fongs ascomicots liquenitzats (que formen líquens) de la classe dels lecanoromicets (Lecanoromycetes). La taxonomia d'aquest grup ha sofert nombrosos canvis; anteriorment es tractava com un subordre dins l'ordre Lecanorales.
Els fongs formen líquens en simbiosi amb un o dos socis fotosintètics els quals poden ser un cianobacteri com Nostoc o una alga verda com Coccomyxa.
Aquests líquens es troben a tot el món sobre l'escorça o la molsa, els sòls o roques en arbredes humides.

## Taxonomia
Els peltigerals inclouen 8 famílies i uns 70 gèneres com ara Lobaria i Peltigera:
- Família Coccocarpiaceae
- Família Collemataceae
- Família Koerberiaceae
- Família Massalongiaceae
- Família Pannariaceae
- Família Peltigeraceae
- Família Placynthiaceae
- Família Vahliellaceae